# Les Encerclés
Pour plus de détails, voir Fiche technique et Distribution.
Les Encerclés est un film français réalisé par Christian Gion et sorti en 1968.

## Synopsis
Jacques Higelin interprète Jean-Claude et Rufus Didier, deux étudiants à l'Ecole des Hautes Etudes Générales. Brigitte Fontaine joue Violaine, maîtresse du premier et sœur du second, professeur de sociologie. Tous trois appartiennent à la haute bourgeoisie, voués à leur condition...
La bande originale du film comprend trois titres composés par Higelin avec des textes de Fontaine, arrangés par Jean-Claude Vannier : le célèbre Cet enfant que je t'avais fait, Les Encerclés et Le Roi de la naphtaline.

## Fiche technique
- Titre : Les Encerclés
- Réalisation : Christian Gion
- Scénario : Christian Gion
- Photographie : Jean-Marc Ripert
- Son : Maurice Laroche, Roger Letellier, Jean Potier, Alex Pront
- Montage : Hélène Plemiannikov
- Musique : Jacques Higelin
- Production : Les Films du Cercle
- Pays d'origine :  France
- Durée : 90 minutes
- Date de sortie : France - 12 juin 1968

## Distribution
- Jacques Higelin : Jean-Claude
- Brigitte Fontaine : Violaine
- Rufus : Didier
- Jacques Seiler : Barre
- Luc Moullet : Vladimir
- Marie-Pierre Casey : La femme de la ligue catholique

## Distinctions
- 1968 : Festival international du jeune cinéma de Hyères[1]